# Dysstroma albimedia
Dysstroma albimedia là một loài bướm đêm trong họ Geometridae.